# Phlaeoba sikkimensis
Phlaeoba sikkimensis är en insektsart som beskrevs av Willy Adolf Theodor Ramme 1941. Phlaeoba sikkimensis ingår i släktet Phlaeoba och familjen gräshoppor. Inga underarter finns listade i Catalogue of Life.